# هلن سوئیفت میچل
هلن سوئیفت میچل (۲۱ سپتامبر ۱۸۹۵ – ۱۲ دسامبر ۱۹۸۴) زیست‌ شیمیدان و متخصص تغذیه آمریکایی بود. او مدیر تحقیقات در سنتیاریوم بتل کریک بود و در کالج بتل کریک و دانشگاه ماساچوست دوره‌هایی دربارهٔ تغذیه تدریس می‌کرد و بعداً استاد مبادله‌ای در دانشگاه هوکایدو در ژاپن شد. در طول جنگ جهانی دوم، عضو کمیته‌های دولتی برای پژوهش در زمینهٔ تغذیه بود و نسبت به رژیم‌های غذایی مد روز که در آن زمان پدید آمدند، انتقاد داشت. او پژوهش‌هایی دربارهٔ شرایط تغذیه‌ای موش‌ها انجام داد و منتشر کرد، و بعداً کتاب درسی تغذیه در سلامت و بیماری را به‌طور مشترک نوشت.

## زندگی و تحصیلات اولیه
هلن میچل در سال ۱۸۹۵ در بریج‌پورت، کنتیکت از والدینی به نام‌های والتر ال. و مینی میچل (با نام خانوادگی پیش از ازدواج: سوئیفت) به دنیا آمد.
میچل در سال ۱۹۱۷ مدرک کارشناسی هنر را از کالج مانت هولیوک دریافت کرد. او تحصیلاتش را در دانشگاه ییل ادامه داد و در سال ۱۹۲۱ دکترای خود را دریافت کرد. وی زیر نظر لافایت مندِل تحصیل کرد؛ کسی که در ادامهٔ زندگی حرفه‌ای میچل نیز با او مکاتبه داشت. مندِل در اوایل سده بیستم چهره‌ای منحصر‌به‌فرد بود، زیرا به آموزش و راهنمایی دانشجویان زن در مقطع دکترا می‌پرداخت و بسیاری از آن‌ها به پیشگامان حوزه‌های خود تبدیل شدند. پایان‌نامهٔ میچل دربارهٔ «انتخاب رژیم‌های غذایی مناسب و نامناسب توسط موش‌ها و موش‌های صحرایی» بود.

## دوران حرفه‌ای
در سال ۱۹۲۱، او به‌عنوان مدیر تحقیقات در سنتیاریوم بتل کریک منصوب شد و در مدرسهٔ رژیم‌درمانی جان هاروی کلاگ تدریس کرد. در کالج بتل کریک، میچل از سال ۱۹۲۱ تا ۱۹۳۵ به‌عنوان استاد تغذیه و فیزیولوژی فعالیت داشت. در طول این دوره، ویلفرد گرنفِل از تخصص پژوهشی او برای انجام تحقیقاتی به نمایندگی از ماموریت گرنفِل در نیوفاندلند و لابرادور بهره گرفت. او به همراه مارجری و کاترین وان در سال ۱۹۲۹ یک بررسی یک‌ساله بر روی باغ‌ها و دام‌ها انجام دادند تا مشکلات تغذیه‌ای شهرهای ساحلی ماهیگیری را شناسایی کنند. او دریافت که بسیاری از خانواده‌ها دچار کمبود مواد معدنی و ویتامین‌ها در رژیم غذایی‌شان هستند. میچل از سال ۱۹۳۵ تا ۱۹۴۱ به‌عنوان استاد پژوهشی تغذیه در دانشگاه ماساچوست فعالیت داشت. او بعدها رئیس بخش غذا و تغذیه و رئیس مدرسهٔ اقتصاد خانواده در این دانشگاه شد (۱۹۴۷–۱۹۶۰).

### سال‌های جنگ

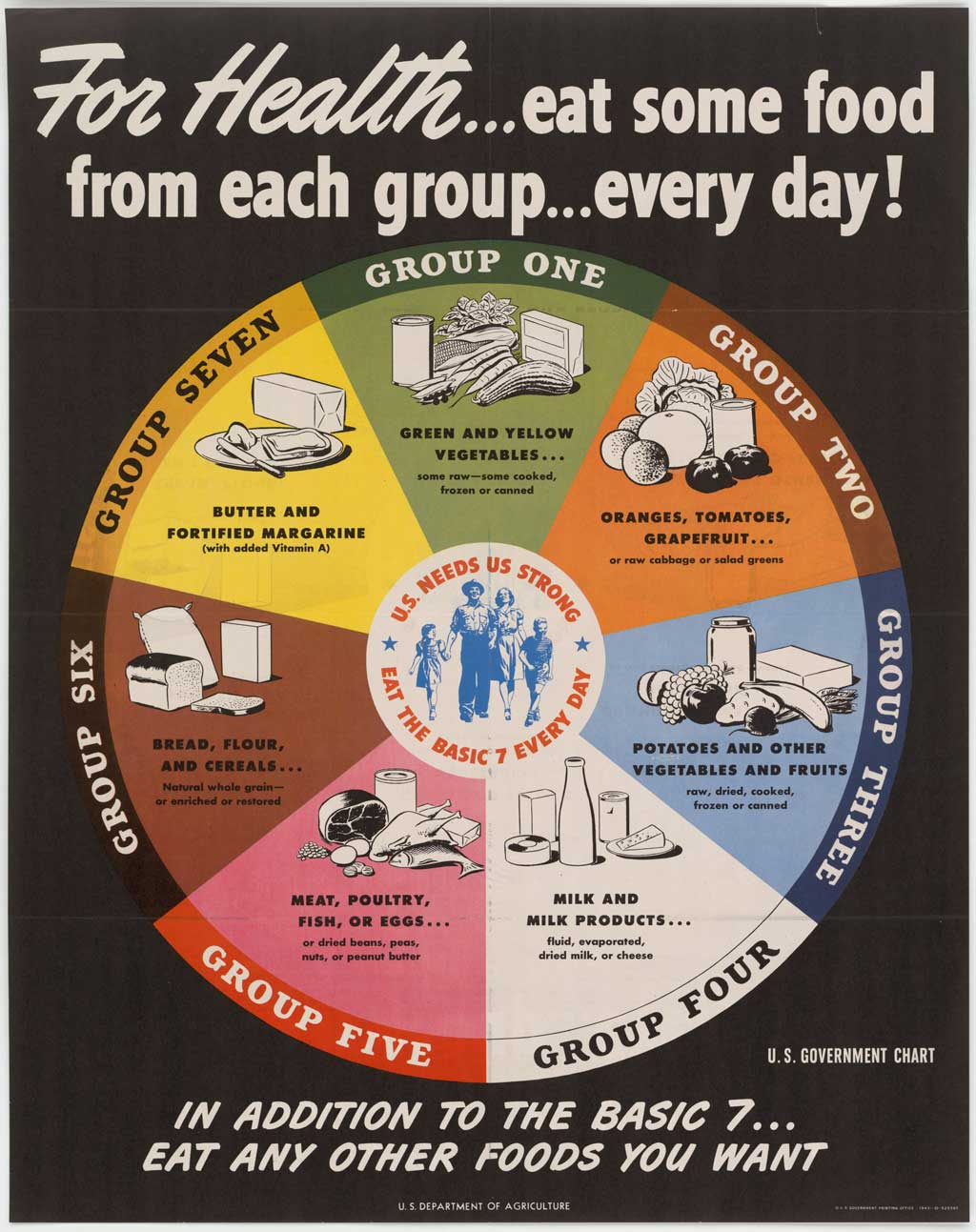
هفت گروه غذایی اصلی USDA در دوران جنگ

در سال ۱۹۴۰، شورای ملی پژوهش برای پیش‌بینی نیازهای تغذیه‌ای ارتش و غیرنظامیان، کمیته غذا و تغذیه را تشکیل داد. میچل از سال ۱۹۴۰ تا ۱۹۴۵ عضو این کمیته بود و بر روی تعیین مقدار مواد مغذی مورد نیاز روزانه کار می‌کرد. او یکی از سه زنی بود که همراه با لیدیا رابرتس و هیزل استایبلینگ، به‌صورت شبانه یک استاندارد اولیه برای رژیم‌های غذایی در زمان جنگ تدوین کردند. در طول جنگ جهانی دوم، او تغذیه‌دان اصلی دفتر خدمات دفاعی، سلامت و رفاه بود (۱۹۴۱–۱۹۴۳) و سپس به‌عنوان تغذیه‌دان ارشد در دفتر وزارت خارجه برای امدادرسانی و بازسازی خارجی خدمت کرد (۱۹۴۳–۱۹۴۴).
پال وی. مک‌نات از سازمان مدیریت اضطراری فدرال بر وظیفهٔ میچل برای ارتقای سطح تغذیه در سراسر ایالات متحده نظارت داشت؛ وظیفه‌ای که شامل گردآوری منابع ایالتی بود.

### ژاپن
در سال ۱۹۶۰، میچل به‌عنوان استاد مبادله‌ای در دانشگاه هوکایدو در ژاپن فعالیت کرد و بر روی تغذیهٔ کودکان یتیم‌خانه‌های ژاپن پس از جنگ جهانی دوم پژوهش انجام داد. او به‌همراه ستسوکو سانتو، در نخستین پیمایش خود در سال ۱۹۶۰ دریافتند که قد کودکان به‌طور چشمگیری پایین‌تر از میانگین ملی استان هوکایدو بود و این مسئله ناشی از کمبودهای تغذیه‌ای مانند فقدان پروتئین و ویتامین آ بود. در سال ۱۹۶۵، پیمایش دیگری بر روی همان یتیم‌خانه‌ها انجام شد که نشان داد قد کودکان افزایش یافته‌است که به افزایش بودجهٔ تغذیه‌ای نسبت داده شد، اما آن‌ها همچنان پایین‌تر از میانگین استان هوکایدو باقی مانده بودند.

### رژیم‌های مُد
در اوایل دههٔ ۱۹۰۰، هاروی کلاگ که یکی از آموزگاران میچل بود، یکی از طرفداران شناخته‌شدهٔ رژیم‌های مُد بود و به رژیم گیاه‌خواری در آسایشگاه بتل‌کریک باور داشت. او برای بیمارانش رژیم‌های تغذیه‌ای فردی تجویز می‌کرد تا بیماری‌هایشان درمان شود و همچنین با جایگزین‌های گوشتی آزمایش‌هایی انجام می‌داد. هلن میچل منتقد علنی رژیم مُد بود و ماهیت غیرعلمی آن‌ها را مورد نکوهش قرار می‌داد. او به‌ویژه منتقد رژیم هی بود که مدعی بود غذاهای اسیدی و قلیایی را نمی‌توان همزمان گوارش کرد. او این ادعاها را غیرمنطقی می‌دانست و باور داشت که این‌گونه رژیم‌ها اعتبار دانش تغذیه را زیر سؤال می‌برند. میچل معتقد بود که رژیم‌های مُد، به پیشرفت‌های علمی واقعی در حوزهٔ تغذیه آسیب می‌زنند.